# Cláudio Panta Nunes
Cláudio André Vilafranca Panta Nunes (Sintra, 13 de janeiro de 1984 – Lisboa, 1 de janeiro de 2017) foi um instrumentista português.

## Biografia
Ainda jovem, iniciou os seus estudos musicais ingressando na Banda Filarmónica Musical de Almoçageme, em Sintra, com 8 anos. Entrou no Conservatório Nacional na classe de violoncelo aos 10 anos. Aos 12, ingressou na Escola Profissional da Beira Interior (EPABI). Mais tarde, entra na EPMA (Escola Profissional de Música de Almada), na qual completa com sucesso o 12.º ano. Em seguida, concorre com sucesso à Escola Superior de Música de Lisboa.
Em 2003, entrou no Curso de Formação de Sargentos do Exército (CFS), completando-o e ingressando na Banda do Exército em 2005. Naquele mesmo ano, concorreu e conseguiu uma posição na banda Corvos, como violoncelista. Com a Corvos, actuou em vários projectos. Participou em diversas orquestras, grupos de música de câmara e cursos de aperfeiçoamento.
Morreu a 1 de janeiro de 2017, aos 32 anos de idade, vítima de cancro.